# Проспект Перемоги (Севастополь)
Проспект Перемоги (крим. Peremoğı caddesı) — проспект в Нахімовському районі Севастополя, в однойменному районі.
Названий на честь перемоги СРСР у німецько-радянській війні 1941—1945 років.